# Anortosita
L'anortosita és una roca fanerita, intrusiva, ígnia caracteritzada per la predominança de la plagioclasa feldespat (90–100%), i un mínim de component màfic (0–10%). El Piroxè, ilmenita, magnetita, i l'oliví són els minerals màfics més comunament presents.

L'anortosita del planeta terra es pot dividir en dos tipus: Anortosita del Proterozoic i anortosita de l'Arqueà. L'anorosita de la Lluna ha estat objecte de molta recerca científica.

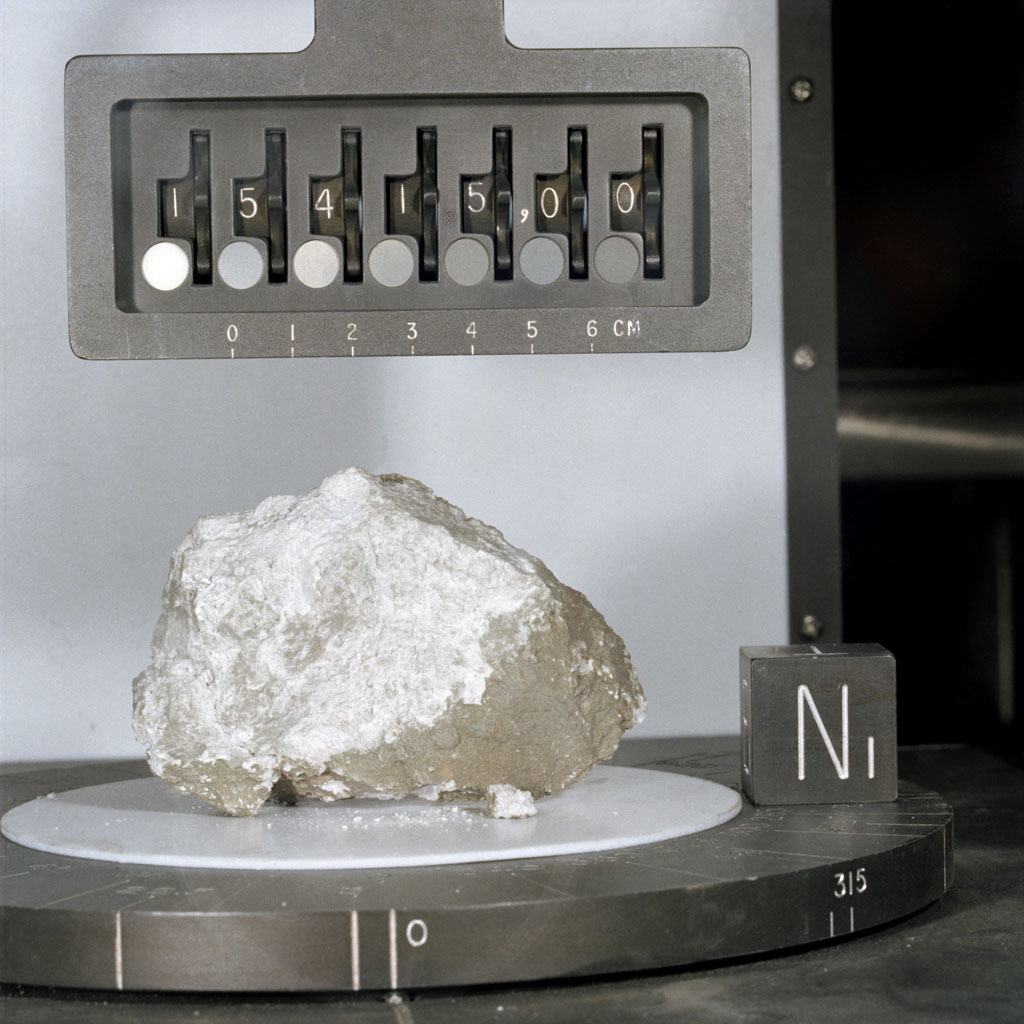
Anortosita de la Lluna portada per l'Apollo 15

## Anortosita del Proterozoic
Formada durant el Proterozoic (2.500-542 milers d'anys enrere). Pot mostrar iridescència.

## Anortosita de l'Arqueà
Edat de 3.800-2,400 milers de milions d'anys o bé entre 3.200 i 2,800 milers de milions d'anys. Són diferents en la textura i en els minerals de la del Proterozoic. La seva característica principal és la presència de megacristalls de plagioclasa envoltats per una massa de gra fi màfica.

## Valor econòmic
Presenten ilmenita (òxid de titani). Algunes anortosites del Proterozoic tenen grans quantitats de labradorita amb valor en joieria i com a material de construcció. Les anortosites de l'Arqueà són font d'alumini. Són útils per investigar els meteorits.